# Hitlerike
Hitlerike (oder Hitlerine) war ein vom Familiennamen Adolf Hitlers abgeleiteter weiblicher Vorname.
Bevor er nach Hitlers Machtübernahme populär werden konnte, wurde er mit Runderlass des preußischen Ministeriums des Innern vom 3. Juli 1933 als „dem Herrn Reichskanzler unerwünscht“ für unzulässig erklärt. Bereits eingetragene Vornamen mit Bezug zu Hitler wurden rückgängig gemacht.
In Österreich war die standesamtliche Eintragung von Familiennamen als Vornamen bereits im Sommer 1932 mit Hinweis auf Namen wie Hitlerine und Hitler verboten worden.